# Clubes colombianos en torneos internacionales
Los clubes de Colombia han obtenido un total de 16 títulos reconocidos por la FIFA y Conmebol en sus diferentes categorías (masculino y femenino). En este artículo, se recopilan los diferentes resultados obtenidos por los equipos de fútbol colombianos en torneos internacionales oficiales (no amistosos), organizados por la Conmebol o con otras confederaciones (UEFA y Concacaf).

## Fútbol masculino

### Copa Libertadores de América
La siguiente es una reseña de las campañas de los equipos colombianos en la Copa Libertadores de América. En negrita se reseña al equipo que representó al país como campeón vigente del año anterior. En 1965 y 1966, Colombia no tuvo representantes en la competición debido al denominado «cisma del fútbol colombiano» y las disputas que había entre la Fedebol (que reunía a los clubes profesionales) y la Adefútbol (que tenía el reconocimiento de la FIFA), razón por la cual, Millonarios y Deportivo Cali, campeones de 1964 y 1965, no pudieron participar, y solucionado el problema, regresó Colombia a participar en el torneo para 1967.
| Año  | Equipos participantes  | Campaña          |
| ---- | ---------------------- | ---------------- |
| 1960 | Millonarios            | Semifinales      |
| 1961 | Santa Fe               | Semifinales      |
| 1962 | Millonarios            | Fase de grupos   |
| 1963 | Millonarios            | Fase de grupos   |
| 1964 | Millonarios            | Fase de grupos   |
| 1965 | Sin participación      | -                |
| 1966 | Sin participación      | -                |
| 1967 | Santa Fe               | Fase de grupos   |
| 1967 | Independiente Medellín | Fase de grupos   |
| 1968 | Deportivo Cali         | Fase de grupos   |
| 1968 | Millonarios            | Fase de grupos   |
| 1969 | Deportivo Cali         | Cuartos de final |
| 1969 | Unión Magdalena        | Fase de grupos   |
| 1970 | Deportivo Cali         | Fase de grupos   |
| 1970 | América de Cali        | Fase de grupos   |
| 1971 | Deportivo Cali         | Fase de grupos   |
| 1971 | Junior                 | Fase de grupos   |
| 1972 | Santa Fe               | Fase de grupos   |
| 1972 | Atlético Nacional      | Fase de grupos   |
| 1973 | Millonarios            | Semifinales      |
| 1973 | Deportivo Cali         | Primera fase     |
| 1974 | Millonarios            | Semifinales      |
| 1974 | Atlético Nacional      | Primera fase     |
| 1975 | Deportivo Cali         | Fase de grupos   |
| 1975 | Atlético Nacional      | Fase de grupos   |
| 1976 | Millonarios            | Fase de grupos   |
| 1976 | Santa Fe               | Fase de grupos   |
| 1977 | Deportivo Cali         | Semifinales      |
| 1977 | Atlético Nacional      | Fase de grupos   |
| 1978 | Deportivo Cali         | Subcampeón       |
| 1978 | Junior                 | Fase de grupos   |
| 1979 | Millonarios            | Fase de grupos   |
| 1979 | Deportivo Cali         | Fase de grupos   |
| 1980 | América de Cali        | Semifinales      |
| 1980 | Santa Fe               | Fase de grupos   |
| 1981 | Deportivo Cali         | Semifinales      |
| 1981 | Junior                 | Fase de grupos   |
| 1982 | Deportes Tolima        | Semifinales      |
| 1982 | Atlético Nacional      | Fase de grupos   |
| 1983 | América de Cali        | Semifinales      |
| 1983 | Deportes Tolima        | Fase de grupos   |
| 1984 | América de Cali        | Fase de grupos   |
| 1984 | Junior                 | Fase de grupos   |
| 1985 | América de Cali        | Subcampeón       |
| 1985 | Millonarios            | Fase de grupos   |
| 1986 | América de Cali        | Subcampeón       |
| 1986 | Deportivo Cali         | Fase de grupos   |
| 1987 | América de Cali        | Subcampeón       |
| 1987 | Deportivo Cali         | Fase de grupos   |
| 1988 | América de Cali        | Semifinales      |
| 1988 | Millonarios            | Fase de grupos   |
| 1989 | Atlético Nacional      | Campeón          |
| 1989 | Millonarios            | Cuartos de final |
| 1990 | Atlético Nacional      | Semifinales      |
| 1991 | Atlético Nacional      | Semifinales      |
| 1991 | América de Cali        | Cuartos de final |
| 1992 | América de Cali        | Semifinales      |
| 1992 | Atlético Nacional      | Cuartos de final |
| 1993 | América de Cali        | Semifinales      |
| 1993 | Atlético Nacional      | Octavos de final |
| 1994 | Junior                 | Semifinales      |
| 1994 | Independiente Medellín | Cuartos de final |
| 1995 | Atlético Nacional      | Subcampeón       |
| 1995 | Millonarios            | Cuartos de final |
| 1996 | América de Cali        | Subcampeón       |
| 1996 | Junior                 | Cuartos de final |
| 1997 | Millonarios            | Octavos de final |
| 1997 | Deportivo Cali         | Fase de grupos   |
| 1998 | América de Cali        | Octavos de final |
| 1998 | Atlético Bucaramanga   | Octavos de final |
| 1999 | Deportivo Cali         | Subcampeón       |
| 1999 | Once Caldas            | Fase de grupos   |
| 2000 | América de Cali        | Octavos de final |
| 2000 | Junior                 | Octavos de final |
| 2000 | Atlético Nacional      | Fase de grupos   |
| 2001 | América de Cali        | Cuartos de final |
| 2001 | Junior                 | Octavos de final |
| 2001 | Deportivo Cali         | Fase de grupos   |
| 2002 | América de Cali        | Octavos de final |
| 2002 | Cortuluá               | Fase de grupos   |
| 2002 | Once Caldas            | Fase de grupos   |
| 2003 | América de Cali        | Semifinales      |
| 2003 | Independiente Medellín | Semifinales      |
| 2003 | Deportivo Cali         | Octavos de final |

| Año  | Equipos participantes  | Campaña          |
| ---- | ---------------------- | ---------------- |
| 2004 | Once Caldas            | Campeón          |
| 2004 | Deportivo Cali         | Cuartos de final |
| 2004 | Deportes Tolima        | Fase de grupos   |
| 2005 | Once Caldas            | Octavos de final |
| 2005 | Independiente Medellín | Octavos de final |
| 2005 | Junior                 | Octavos de final |
| 2005 | América de Cali        | Fase de grupos   |
| 2006 | Atlético Nacional      | Octavos de final |
| 2006 | Santa Fe               | Octavos de final |
| 2006 | Deportivo Cali         | Fase de grupos   |
| 2007 | Cúcuta Deportivo       | Semifinal        |
| 2007 | Deportivo Pasto        | Fase de grupos   |
| 2007 | Deportes Tolima        | Fase de grupos   |
| 2008 | Atlético Nacional      | Octavos de final |
| 2008 | Cúcuta Deportivo       | Octavos de final |
| 2008 | Boyacá Chicó           | Fase preliminar  |
| 2009 | América de Cali        | Fase de grupos   |
| 2009 | Boyacá Chicó           | Fase de grupos   |
| 2009 | Independiente Medellín | Fase de grupos   |
| 2010 | Once Caldas            | Octavos de final |
| 2010 | Independiente Medellín | Fase de grupos   |
| 2010 | Junior                 | Fase preliminar  |
| 2011 | Once Caldas            | Cuartos de final |
| 2011 | Junior                 | Octavos de final |
| 2011 | Deportes Tolima        | Fase de grupos   |
| 2012 | Atlético Nacional      | Octavos de final |
| 2012 | Junior                 | Fase de grupos   |
| 2012 | Once Caldas            | Fase preliminar  |
| 2013 | Santa Fe               | Semifinal        |
| 2013 | Deportes Tolima        | Fase de grupos   |
| 2013 | Millonarios            | Fase de grupos   |
| 2014 | Atlético Nacional      | Cuartos de final |
| 2014 | Deportivo Cali         | Fase de grupos   |
| 2014 | Santa Fe               | Fase de grupos   |
| 2015 | Santa Fe               | Cuartos de final |
| 2015 | Atlético Nacional      | Octavos de final |
| 2015 | Once Caldas            | Fase preliminar  |
| 2016 | Atlético Nacional      | Campeón          |
| 2016 | Deportivo Cali         | Fase de grupos   |
| 2016 | Santa Fe               | Fase de grupos   |
| 2017 | Independiente Medellín | Fase de grupos   |
| 2017 | Santa Fe               | Fase de grupos   |
| 2017 | Atlético Nacional      | Fase de grupos   |
| 2017 | Junior                 | Fase 3           |
| 2017 | Millonarios            | Fase 2           |
| 2018 | Atlético Nacional      | Octavos de final |
| 2018 | Millonarios            | Fase de grupos   |
| 2018 | Junior                 | Fase de grupos   |
| 2018 | Santa Fe               | Fase de grupos   |
| 2019 | Deportes Tolima        | Fase de grupos   |
| 2019 | Junior                 | Fase de grupos   |
| 2019 | Atlético Nacional      | Fase 3           |
| 2019 | Independiente Medellín | Fase 2           |
| 2020 | América de Cali        | Fase de grupos   |
| 2020 | Independiente Medellín | Fase de grupos   |
| 2020 | Junior                 | Fase de grupos   |
| 2020 | Deportes Tolima        | Fase 3           |
| 2021 | América de Cali        | Fase de grupos   |
| 2021 | Santa Fe               | Fase de grupos   |
| 2021 | Junior                 | Fase de grupos   |
| 2021 | Atlético Nacional      | Fase de grupos   |
| 2022 | Deportes Tolima        | Octavos de final |
| 2022 | Deportivo Cali         | Fase de grupos   |
| 2022 | Millonarios            | Fase 2           |
| 2022 | Atlético Nacional      | Fase 2           |
| 2023 | Deportivo Pereira      | Cuartos de final |
| 2023 | Atlético Nacional      | Octavos de final |
| 2023 | Independiente Medellín | Fase de grupos   |
| 2023 | Millonarios            | Fase 3           |
| 2024 | Junior                 | Octavos de final |
| 2024 | Millonarios            | Fase de grupos   |
| 2024 | Águilas Doradas        | Fase 2           |
| 2024 | Atlético Nacional      | Fase 2           |
| 2025 | Atlético Nacional      | Octavos de final |
| 2025 | Atlético Bucaramanga   | Fase de grupos   |
| 2025 | Deportes Tolima        | Fase 2           |
| 2025 | Santa Fe               | Fase 2           |

#### Participaciones
| Club                   | Participaciones | Años |
| ---------------------- | --------------- | --- |
| Atlético Nacional      | 26              | 1972, 1974, 1975, 1977, 1982, 1989, 1990, 1991, 1992, 1993, 1995, 2000, 2006, 2008, 2012, 2014, 2015, 2016, 2017, 2018, 2019, 2021, 2022, 2023, 2024, 2025. |
| América de Cali        | 21              | 1970, 1980, 1983, 1984, 1985, 1986, 1987, 1988, 1991, 1992, 1993, 1996, 1998, 2000, 2001, 2002, 2003, 2005, 2009, 2020, 2021                                |
| Deportivo Cali         | 21              | 1968, 1969, 1970, 1971, 1973, 1975, 1977, 1978, 1979, 1981, 1986, 1987, 1997, 1999, 2001, 2003, 2004, 2006, 2014, 2016, 2022.                               |
| Millonarios            | 20              | 1960, 1962, 1963, 1964, 1968, 1973, 1974, 1976, 1979, 1985, 1988, 1989, 1995, 1997, 2013, 2017, 2018, 2022, 2023, 2024.                                     |
| Junior                 | 18              | 1971, 1978, 1981, 1984, 1994, 1996, 2000, 2001, 2005, 2010, 2011, 2012, 2017, 2018, 2019, 2020, 2021, 2024.                                                 |
| Santa Fe               | 15              | 1961, 1967, 1972, 1976, 1980, 2006, 2013, 2014, 2015, 2016, 2017, 2018, 2021, 2025, 2026.                                                                   |
| Independiente Medellín | 10              | 1967, 1994, 2003, 2005, 2009, 2010, 2017, 2019, 2020, 2023.                                                                                                 |
| Deportes Tolima        | 10              | 1982, 1983, 2004, 2007, 2011, 2013, 2019, 2020, 2022, 2025.                                                                                                 |
| Once Caldas            | 8               | 1999, 2002, 2004, 2005, 2010, 2011, 2012, 2015. |
| Atlético Bucaramanga   | 2               | 1998, 2025. |
| Cúcuta Deportivo       | 2               | 2007, 2008. |
| Boyacá Chicó           | 2               | 2008, 2009. |
| Unión Magdalena        | 1               | 1969. |
| Cortuluá               | 1               | 2002. |
| Deportivo Pasto        | 1               | 2007. |
| Deportivo Pereira      | 1               | 2023. |
| Águilas Doradas        | 1               | 2024. |

#### Tabla histórica
A continuación se citan las participaciones de los equipos colombianos; 
- Cabe indicar que desde 1995 se considera 3 puntos por Partido Ganado por disposición FIFA, hasta el año 1994 era 2 puntos por Partido Ganado. Hay una tabla donde se cuentan los puntos por victoria x3 desde 1960.[1]

| PCOL                                         | Equipo                 | TJ | TG | PJ  | PG | PE | PP | GF  | GC  | DIF | PTS | PTSx3 | PCT     |
| -------------------------------------------- | ---------------------- | -- | -- | --- | -- | -- | -- | --- | --- | --- | --- | ----- | ------- |
| 1.                                           | América de Cali        | 21 | 0  | 208 | 91 | 59 | 58 | 299 | 229 | +70 | 278 | 332   | 53,02%  |
| 2.                                           | Atlético Nacional      | 25 | 2  | 205 | 85 | 49 | 71 | 272 | 231 | +41 | 272 | 304   | 49,43%  |
| 3.                                           | Deportivo Cali         | 21 | 0  | 160 | 63 | 34 | 63 | 224 | 210 | +14 | 183 | 223   | 46,45%  |
| 4.                                           | Junior                 | 18 | 0  | 132 | 47 | 32 | 53 | 146 | 165 | -19 | 164 | 173   | 43,68%  |
| 5.                                           | Santa Fe               | 14 | 0  | 106 | 40 | 28 | 38 | 141 | 129 | +12 | 139 | 148   | 46,54%  |
| 6.                                           | Millonarios            | 20 | 0  | 114 | 39 | 29 | 46 | 152 | 149 | +3  | 120 | 146   | 42,69%  |
| 7                                            | Independiente Medellín | 10 | 0  | 82  | 31 | 19 | 32 | 106 | 102 | +4  | 105 | 112   | 45,52%  |
| 8.                                           | Deportes Tolima        | 10 | 0  | 66  | 23 | 22 | 21 | 66  | 71  | -5  | 86  | 91    | 45,95%  |
| 9.                                           | Once Caldas            | 8  | 1  | 56  | 18 | 22 | 16 | 65  | 61  | +4  | 76  | 76    | 45,24%  |
| 10.                                          | Cúcuta Deportivo       | 2  | 0  | 20  | 8  | 6  | 6  | 28  | 24  | +4  | 30  | 30    | 50,00%  |
| 11.                                          | Deportivo Pereira      | 1  | 0  | 10  | 3  | 4  | 3  | 7   | 10  | -3  | 13  | 13    | 43,33%  |
| 12.                                          | Atlético Bucaramanga   | 2  | 0  | 14  | 3  | 4  | 7  | 12  | 19  | -7  | 13  | 13    | 30,95%  |
| 13.                                          | Boyacá Chicó           | 2  | 0  | 8   | 4  | 0  | 4  | 12  | 12  | 0   | 12  | 12    | 50,00%  |
| 14.                                          | Unión Magdalena        | 1  | 0  | 6   | 2  | 1  | 3  | 6   | 9   | -3  | 5   | 7     | 38,89%  |
| 15.                                          | Cortuluá               | 1  | 0  | 6   | 1  | 0  | 5  | 9   | 16  | -7  | 3   | 3     | 16,67%  |
| 16.                                          | Águilas Doradas        | 1  | 0  | 2   | 0  | 2  | 0  | 0   | 0   | 0   | 2   | 2     | 33,33 % |
| 17.                                          | Deportivo Pasto        | 1  | 0  | 6   | 0  | 0  | 6  | 3   | 14  | -11 | 0   | 0     | 0,00 %  |
| Última actualización: Copa Libertadores 2025 |                        |    |    |     |    |    |    |     |     |     |     |       |         |

- PCOL= Posición Colombia; TJ=Torneos jugados; TG= Títulos ganados; PJ=Partidos jugados; PG=Partidos ganados; PE=Partidos empatados; PP=Partidos perdidos; GF=Goles a favor; GC=Goles en contra; Pts=Puntos; PCT=Porcentaje de rendimiento.

### Copa Sudamericana
| Año  | Equipos participantes  | Campaña          |
| ---- | ---------------------- | ---------------- |
| 2002 | Atlético Nacional      | Subcampeón       |
| 2002 | América de Cali        | Octavos de final |
| 2003 | Atlético Nacional      | Semifinales      |
| 2003 | Deportivo Pasto        | 1/16 de final    |
| 2004 | Junior                 | Cuartos de final |
| 2004 | Millonarios            | 1/16 de final    |
| 2005 | Atlético Nacional      | Octavos de final |
| 2005 | Deportivo Cali         | 1/32 de final    |
| 2006 | Deportes Tolima        | Octavos de final |
| 2006 | Independiente Medellín | 1/32 de final    |
| 2007 | Millonarios            | Semifinales      |
| 2007 | Atlético Nacional      | 1/16 de final    |
| 2008 | América de Cali        | Octavos de final |
| 2008 | Deportivo Cali         | 1/16 de final    |
| 2009 | Deportivo Cali         | 1/16 de final    |
| 2009 | La Equidad             | 1/16 de final    |
| 2010 | Deportes Tolima        | Cuartos de final |
| 2010 | Santa Fe               | Octavos de final |
| 2010 | Atlético Huila         | 1/16 de final    |
| 2011 | Santa Fe               | Cuartos de final |
| 2011 | La Equidad             | 1/16 de final    |
| 2011 | Deportivo Cali         | 1/16 de final    |
| 2012 | Millonarios            | Semifinales      |
| 2012 | Deportes Tolima        | 1/16 de final    |
| 2012 | Envigado               | 1/16 de final    |
| 2012 | La Equidad             | 1/32 de final    |
| 2013 | Atlético Nacional      | Cuartos de final |
| 2013 | Águilas Doradas        | Cuartos de final |
| 2013 | Deportivo Pasto        | Octavos de final |
| 2013 | La Equidad             | Octavos de final |
| 2014 | Atlético Nacional      | Subcampeón       |
| 2014 | Deportivo Cali         | 1/16 de final    |
| 2014 | Millonarios            | 1/32 de final    |
| 2014 | Águilas Doradas        | 1/32 de final    |
| 2015 | Santa Fe               | Campeón          |
| 2015 | Deportes Tolima        | Octavos de final |
| 2015 | Águilas Doradas        | 1/16 de final    |
| 2015 | Junior                 | 1/16 de final    |
| 2016 | Atlético Nacional      | Finalista        |
| 2016 | Junior                 | Cuartos de final |
| 2016 | Independiente Medellín | Cuartos de final |
| 2016 | Santa Fe               | Octavos de final |
| 2016 | Deportes Tolima        | 1/32 de final    |
| 2017 | Junior                 | Semifinales      |
| 2017 | Santa Fe               | Octavos de final |
| 2017 | Deportivo Cali         | Segunda fase     |
| 2017 | Independiente Medellín | Segunda fase     |
| 2017 | Patriotas              | Segunda fase     |
| 2017 | Deportes Tolima        | Primera fase     |
| 2017 | Rionegro Águilas       | Primera fase     |

| Año  | Equipos participantes  | Campaña                      |
| ---- | ---------------------- | ---------------------------- |
| 2018 | Junior                 | Subcampeón                   |
| 2018 | Santa Fe               | Semifinales                  |
| 2018 | Deportivo Cali         | Cuartos de final             |
| 2018 | Millonarios            | Octavos de final             |
| 2018 | América de Cali        | Primera fase                 |
| 2018 | Independiente Medellín | Primera fase                 |
| 2018 | Jaguares               | Primera fase                 |
| 2019 | La Equidad             | Cuartos de final             |
| 2019 | Atlético Nacional      | Segunda fase                 |
| 2019 | Deportivo Cali         | Segunda fase                 |
| 2019 | Deportes Tolima        | Segunda fase                 |
| 2019 | Rionegro Águilas       | Segunda fase                 |
| 2019 | Once Caldas            | Primera fase                 |
| 2020 | Junior                 | Cuartos de final             |
| 2020 | Deportivo Cali         | Octavos de final             |
| 2020 | Atlético Nacional      | Segunda fase                 |
| 2020 | Deportes Tolima        | Segunda fase                 |
| 2020 | Millonarios            | Segunda fase                 |
| 2020 | Deportivo Pasto        | Primera fase                 |
| 2021 | América de Cali        | Octavos de final             |
| 2021 | Junior                 | Octavos de final             |
| 2021 | Deportes Tolima        | Fase de grupos               |
| 2021 | La Equidad             | Fase de grupos               |
| 2021 | Deportivo Cali         | Fase preliminar              |
| 2021 | Deportivo Pasto        | Fase preliminar              |
| 2022 | Deportivo Cali         | Octavos de final             |
| 2022 | Independiente Medellín | Fase de grupos               |
| 2022 | Junior                 | Fase de grupos               |
| 2022 | América de Cali        | Fase preliminar              |
| 2022 | La Equidad             | Fase preliminar              |
| 2023 | Independiente Medellín | Play-off de octavos de final |
| 2023 | Deportes Tolima        | Fase de grupos               |
| 2023 | Millonarios            | Fase de grupos               |
| 2023 | Santa Fe               | Fase de grupos               |
| 2023 | Águilas Doradas        | Fase preliminar              |
| 2023 | Junior                 | Fase preliminar              |
| 2024 | Independiente Medellín | Cuartos de final             |
| 2024 | Alianza                | Fase de grupos               |
| 2024 | América de Cali        | Fase preliminar              |
| 2024 | Deportes Tolima        | Fase preliminar              |
| 2025 | Once Caldas            | En disputa                   |
| 2025 | América de Cali        | Octavos de final             |
| 2025 | Atlético Bucaramanga   | Play-off de octavos de final |
| 2025 | Junior                 | Fase preliminar              |
| 2025 | Millonarios            | Fase preliminar              |

#### Participaciones
| Club                   | Participaciones | Años                                                              |
| ---------------------- | --------------- | ----------------------------------------------------------------- |
| Deportivo Cali         | 11              | 2005, 2008, 2009, 2011, 2014, 2017, 2018, 2019, 2020, 2021, 2022. |
| Deportes Tolima        | 11              | 2006, 2010, 2012, 2015, 2016, 2017, 2019, 2020, 2021, 2023, 2024. |
| Junior                 | 10              | 2004, 2015, 2016, 2017, 2018, 2020, 2021, 2022, 2023, 2025.       |
| Atlético Nacional      | 9               | 2002, 2003, 2005, 2007, 2013, 2014, 2016, 2019, 2020.             |
| Millonarios            | 8               | 2004, 2007, 2012, 2014, 2018, 2020, 2023, 2025.                   |
| Independiente Medellín | 7               | 2006, 2016, 2017, 2018, 2022, 2023, 2024.                         |
| La Equidad             | 7               | 2009, 2011, 2012, 2013, 2019, 2021, 2022.                         |
| Santa Fe               | 7               | 2010, 2011, 2015, 2016, 2017, 2018, 2023.                         |
| América de Cali        | 7               | 2002, 2008, 2018, 2021, 2022, 2024, 2025.                         |
| Águilas Doradas        | 6               | 2013, 2014, 2015, 2017, 2019, 2023.                               |
| Deportivo Pasto        | 4               | 2003, 2013, 2020, 2021.                                           |
| Once Caldas            | 2               | 2019, 2025.                                                       |
| Atlético Huila         | 1               | 2010.                                                             |
| Envigado F.C.          | 1               | 2012.                                                             |
| Patriotas              | 1               | 2017.                                                             |
| Jaguares de Córdoba    | 1               | 2018.                                                             |
| Alianza Valledupar     | 1               | 2024.                                                             |
| Atlético Bucaramanga   | 1               | 2025.                                                             |

#### Tabla histórica
A continuación se citan las participaciones de los equipos colombianos:
| PCOL                                                            | Club                   | TJ | TG | PJ | PG | PE | PP | GF | GC | DG  | PTS | PCT    |
| --------------------------------------------------------------- | ---------------------- | -- | -- | -- | -- | -- | -- | -- | -- | --- | --- | ------ |
| 1.                                                              | Atlético Nacional      | 9  | 0  | 62 | 30 | 17 | 15 | 81 | 57 | +24 | 107 | 58,46% |
| 2.                                                              | Junior                 | 10 | 0  | 54 | 24 | 15 | 15 | 68 | 51 | +17 | 86  | 53,70% |
| 3.                                                              | Santa Fe               | 7  | 1  | 47 | 16 | 19 | 12 | 48 | 38 | +10 | 67  | 47,51% |
| 4.                                                              | Millonarios            | 8  | 0  | 39 | 15 | 12 | 12 | 51 | 38 | +13 | 57  | 48,72% |
| 5.                                                              | Deportes Tolima        | 11 | 0  | 46 | 12 | 20 | 14 | 42 | 43 | -1  | 56  | 40,57% |
| 6.                                                              | Deportivo Cali         | 11 | 0  | 38 | 12 | 10 | 16 | 41 | 45 | -4  | 46  | 40,35% |
| 7.                                                              | Independiente Medellín | 7  | 0  | 35 | 11 | 10 | 14 | 50 | 48 | +2  | 43  | 40,95% |
| 8.                                                              | La Equidad             | 7  | 0  | 32 | 10 | 8  | 14 | 31 | 36 | -5  | 38  | 39,58% |
| 9.                                                              | Águilas Doradas        | 6  | 0  | 21 | 8  | 7  | 6  | 25 | 22 | +3  | 31  | 49,20% |
| 10.                                                             | América de Cali        | 7  | 0  | 26 | 7  | 8  | 11 | 25 | 32 | -7  | 29  | 37,18% |
| 11.                                                             | Once Caldas            | 2  | 0  | 13 | 9  | 1  | 3  | 21 | 10 | +11 | 28  | 71,80% |
| 12.                                                             | Deportivo Pasto        | 4  | 0  | 12 | 5  | 1  | 6  | 10 | 11 | -1  | 16  | 44,44% |
| 13.                                                             | Alianza Valledupar     | 1  | 0  | 7  | 2  | 2  | 3  | 7  | 10 | -3  | 8   | 38,09% |
| 14.                                                             | Envigado               | 1  | 0  | 4  | 1  | 2  | 1  | 3  | 2  | +1  | 5   | 41,66% |
| 15.                                                             | Atlético Huila         | 1  | 0  | 4  | 1  | 2  | 1  | 6  | 7  | -1  | 5   | 41,66% |
| 16.                                                             | Patriotas              | 1  | 0  | 4  | 1  | 1  | 2  | 2  | 4  | -2  | 4   | 33,33% |
| 17.                                                             | Atlético Bucaramanga   | 1  | 0  | 2  | 1  | 0  | 1  | 1  | 1  | 0   | 3   | 50%    |
| 18.                                                             | Jaguares de Córdoba    | 1  | 0  | 2  | 1  | 0  | 1  | 2  | 4  | -2  | 3   | 50%    |
| Última actualización: Copa Sudamericana 2025 - Octavos de final |                        |    |    |    |    |    |    |    |    |     |     |        |

- PCOL= Posición Colombia; TJ=Torneos jugados; TG= Títulos ganados; PJ=Partidos jugados; PG=Partidos ganados; PE=Partidos empatados; PP=Partidos perdidos; GF=Goles a favor; GC=Goles en contra; PS=Puntos; PCT=Porcentaje de rendimiento.

### Recopa Sudamericana
| Año  | Eq. participantes | Campaña    |
| ---- | ----------------- | ---------- |
| 1990 | Atlético Nacional | Subcampeón |
| 2005 | Once Caldas       | Subcampeón |
| 2016 | Santa Fe          | Subcampeón |
| 2017 | Atlético Nacional | Campeón    |

#### Participaciones
| Club              | Participaciones | Años        |
| ----------------- | --------------- | ----------- |
| Atlético Nacional | 2               | 1990, 2017. |
| Once Caldas       | 1               | 2005.       |
| Santa Fe          | 1               | 2016.       |

#### Tabla histórica
A continuación se citan las participaciones de los equipos colombianos:
| PCOL | PTOR | Club              | TJ | TG | PJ | PG | PE | PP | GF | GC | DG | PTS | PCT    |
| ---- | ---- | ----------------- | -- | -- | -- | -- | -- | -- | -- | -- | -- | --- | ------ |
| 1.   | 18   | Atlético Nacional | 2  | 1  | 3  | 1  | 0  | 2  | 5  | 4  | +1 | 3   | 33,33% |
| 2.   | 20   | Once Caldas       | 1  | 0  | 2  | 1  | 0  | 1  | 3  | 4  | -1 | 3   | 50,00% |
| 3.   | 27   | Santa Fe          | 1  | 0  | 2  | 0  | 1  | 1  | 1  | 2  | -1 | 1   | 16,66% |

### Copa Mundial de Clubes de la FIFA
| Año  | Eq. participantes | Campaña      |
| ---- | ----------------- | ------------ |
| 2016 | Atlético Nacional | Tercer lugar |

#### Participaciones
| Club              | Participaciones | Años  |
| ----------------- | --------------- | ----- |
| Atlético Nacional | 1               | 2016. |

#### Tabla histórica
A continuación se citan las participaciones de los equipos colombianos:
| PCOL | PTOR | Club              | TJ | TG | PJ | PG | PE | PP | GF | GC | DG | PTS | PCT    |
| ---- | ---- | ----------------- | -- | -- | -- | -- | -- | -- | -- | -- | -- | --- | ------ |
| 1.   | 65   | Atlético Nacional | 1  | 0  | 2  | 0  | 1  | 1  | 2  | 5  | -3 | 1   | 16,66% |

### Copa Intercontinental
| Año  | Eq. participantes | Campaña    |
| ---- | ----------------- | ---------- |
| 1989 | Atlético Nacional | Subcampeón |
| 2004 | Once Caldas       | Subcampeón |

#### Participaciones
| Club              | Participaciones | Años  |
| ----------------- | --------------- | ----- |
| Atlético Nacional | 1               | 1989. |
| Once Caldas       | 1               | 2004. |

#### Tabla histórica
A continuación se citan las participaciones de los equipos colombianos:
| PCOL | Club              | TJ | TG | PJ | PG | PE | PP | GF | GC | DG | PTS | PCT    |
| ---- | ----------------- | -- | -- | -- | -- | -- | -- | -- | -- | -- | --- | ------ |
| 1.   | Once Caldas       | 1  | 0  | 1  | 0  | 1  | 0  | 0  | 0  | 0  | 1   | 33,33% |
| 2.   | Atlético Nacional | 1  | 0  | 1  | 0  | 0  | 1  | 0  | 1  | -1 | 0   | 00,00% |

### Campeonato Sudamericano - Japonés
| Año  | Eq. participantes | Campaña |
| ---- | ----------------- | ------- |
| 2016 | Santa Fe          | Campeón |

#### Participaciones
| Club     | Participaciones | Años  |
| -------- | --------------- | ----- |
| Santa Fe | 1               | 2016. |

#### Tabla histórica
A continuación se citan las participaciones de los equipos colombianos:
| PCOL | Club     | TJ | TG | PJ | PG | PE | PP | GF | GC | DG | PTS | PCT     |
| ---- | -------- | -- | -- | -- | -- | -- | -- | -- | -- | -- | --- | ------- |
| 1.   | Santa Fe | 1  | 1  | 1  | 1  | 0  | 0  | 1  | 0  | +1 | 3   | 100,00% |

## Fútbol Femenino

### Copa Libertadores de América Femenina
| Año  | Eq. participantes       | Campaña          |
| ---- | ----------------------- | ---------------- |
| 2009 | Formas Íntimas          | Tercer lugar     |
| 2010 | Formas Íntimas          | Fase de grupos   |
| 2011 | Formas Íntimas          | Fase de grupos   |
| 2012 | Formas Íntimas          | Fase de grupos   |
| 2013 | Formas Íntimas          | Subcampeón       |
| 2014 | Formas Íntimas          | Cuarto lugar     |
| 2015 | Formas Íntimas          | Fase de grupos   |
| 2015 | Real Pasión             | Fase de grupos   |
| 2016 | Generaciones Palmiranas | Fase de grupos   |
| 2017 | Santa Fe                | Fase de grupos   |
| 2018 | Atlético Huila          | Campeón          |
| 2019 | América de Cali         | Tercer lugar     |
| 2019 | Atlético Huila          | Cuartos de final |
| 2019 | Medellín Formas Íntimas | Fase de grupos   |
| 2020 | Santa Fe                | Cuartos de final |
| 2020 | América de Cali         | Subcampeón       |
| 2021 | Deportivo Cali          | Cuartos de final |
| 2021 | Santa Fe                | Subcampeón       |
| 2022 | América de Cali         | Tercer lugar     |
| 2022 | Deportivo Cali          | Cuarto lugar     |
| 2023 | Santa Fe                | Fase de grupos   |
| 2023 | América de Cali         | Cuartos de final |
| 2023 | Atlético Nacional       | Tercer lugar     |
| 2024 | Deportivo Cali          | Cuartos de final |
| 2024 | Santa Fe                | Subcampeón       |

#### Participaciones
| Club                                              | Participaciones | Años                                            |
| ------------------------------------------------- | --------------- | ----------------------------------------------- |
| Deportivo Formas Íntimas / Independiente Medellín | 8               | 2009, 2010, 2011, 2012, 2013, 2014, 2015, 2019. |
| Santa Fe                                          | 5               | 2017, 2020, 2021, 2023, 2024.                   |
| América de Cali                                   | 4               | 2019, 2020, 2022, 2023.                         |
| Deportivo Cali                                    | 3               | 2021, 2022, 2024.                               |
| Atlético Huila                                    | 2               | 2018, 2019.                                     |
| Real Pasión                                       | 1               | 2015.                                           |
| Deportivo Generaciones Palmiranas                 | 1               | 2016.                                           |
| Atlético Nacional                                 | 1               | 2023.                                           |

#### Tabla histórica
A continuación se citan las participaciones de los equipos colombianos:
| PCOL                               | Club                                             | TJ | TG | PJ | PG | PE | PP | GF | GC | DG  | PTS |
| ---------------------------------- | ------------------------------------------------ | -- | -- | -- | -- | -- | -- | -- | -- | --- | --- |
| 1.                                 | Deportivo Formas Íntimas/ Independiente Medellín | 8  | 0  | 32 | 15 | 5  | 10 | 89 | 43 | +46 | 50  |
| 2.                                 | América de Cali                                  | 4  | 0  | 22 | 12 | 3  | 7  | 52 | 31 | +21 | 39  |
| 3.                                 | Santa Fe                                         | 5  | 0  | 22 | 8  | 8  | 6  | 32 | 22 | +10 | 32  |
| 4.                                 | Deportivo Cali                                   | 3  | 0  | 14 | 10 | 1  | 3  | 40 | 18 | +22 | 31  |
| 5.                                 | Atlético Huila                                   | 2  | 1  | 9  | 5  | 2  | 2  | 18 | 9  | +9  | 17  |
| 6.                                 | Atlético Nacional                                | 1  | 0  | 6  | 4  | 0  | 2  | 15 | 12 | +3  | 12  |
| 7.                                 | Deportivo Generaciones Palmiranas                | 1  | 0  | 3  | 1  | 1  | 1  | 8  | 3  | +5  | 4   |
| 8.                                 | Real Pasión                                      | 1  | 0  | 3  | 0  | 1  | 2  | 1  | 8  | -7  | 1   |
| Última actualización: Edición 2024 |                                                  |    |    |    |    |    |    |    |    |     |     |

- PCOL= Posición Colombia; TJ=Torneos jugados; TG= Títulos ganados; PJ=Partidos jugados; PG=Partidos ganados; PE=Partidos empatados; PP=Partidos perdidos; GF=Goles a favor; GC=Goles en contra; DG=Diferencia de goles; Pts=Puntos.

## Fútbol masculino formativo

### Copa Libertadores Sub-20
| Año  | Equipos participantes | Campaña        |
| ---- | --------------------- | -------------- |
| 2011 | Millonarios           | Fase de grupos |
| 2012 | Junior                | Fase de grupos |
| 2016 | Cortuluá              | Tercer lugar   |
| 2018 | La Equidad            | Fase de grupos |
| 2020 | Millonarios           | Fase de grupos |
| 2022 | Millonarios           | Fase de grupos |
| 2023 | Envigado F. C.        | Fase de grupos |
| 2024 | Águilas Doradas       | Fase de grupos |
| 2025 | Fortaleza CEIF        | Fase de grupos |

## Torneos extintos de clubes

### Copa Merconorte
| Año  | Equipos participantes | Campaña        |
| ---- | --------------------- | -------------- |
| 1998 | Atlético Nacional     | Campeón        |
| 1998 | Deportivo Cali        | Subcampeón     |
| 1998 | Millonarios           | Semifinales    |
| 1998 | América de Cali       | Fase de grupos |
| 1999 | América de Cali       | Campeón        |
| 1999 | Santa Fe              | Subcampeón     |
| 1999 | Millonarios           | Fase de grupos |
| 1999 | Atlético Nacional     | Fase de grupos |
| 2000 | Atlético Nacional     | Campeón        |
| 2000 | Millonarios           | Subcampeón     |
| 2000 | América de Cali       | Fase de grupos |
| 2001 | Millonarios           | Campeón        |
| 2001 | América de Cali       | Fase de grupos |
| 2001 | Atlético Nacional     | Fase de grupos |

#### Tabla histórica
Equipos con puntos acumulados a lo largo de las cuatro ediciones. 

| PCOL | Equipo            | TJ | TG | PJ | PG | PE | PP | GF | GC | DIF | PTS |
| ---- | ----------------- | -- | -- | -- | -- | -- | -- | -- | -- | --- | --- |
| 1.   | Millonarios       | 4  | 1  | 34 | 15 | 9  | 10 | 51 | 44 | 7   | 54  |
| 2.   | Atlético Nacional | 4  | 2  | 32 | 14 | 10 | 8  | 55 | 37 | 18  | 52  |
| 3.   | América de Cali   | 4  | 1  | 28 | 11 | 9  | 8  | 37 | 36 | 1   | 42  |
| 4.   | Santa Fe          | 1  | 0  | 10 | 5  | 3  | 2  | 14 | 7  | 7   | 18  |
| 5.   | Deportivo Cali    | 1  | 0  | 10 | 4  | 2  | 4  | 11 | 10 | 1   | 14  |

- PCOL= Posición Colombia; TJ=Torneos jugados; TG= Títulos ganados; PJ=Partidos jugados; PG=Partidos ganados; PE=Partidos empatados; PP=Partidos perdidos; GF=Goles a favor; GC=Goles en contra; DIF=Diferencia de gol; PTS=Puntos.

### Supercopa Sudamericana
En esta copa la representación de Colombia estuvo a cargo de Atlético Nacional ya que era solo para clubes campeones de la Copa Libertadores. En el año 1990 Colombia no pudo participar debido a una sanción impuesta por la Confederación Sudamericana de Fútbol,
| Año  | Equipos participantes | Campaña          |
| ---- | --------------------- | ---------------- |
| 1988 | Ninguno               | -                |
| 1989 | Atlético Nacional     | Cuartos de final |
| 1990 | Atlético Nacional     | Sancionado       |
| 1991 | Atlético Nacional     | No participó     |
| 1992 | Atlético Nacional     | Octavos de final |

| Año  | Equipos participantes | Campaña          |
| ---- | --------------------- | ---------------- |
| 1993 | Atlético Nacional     | Semifinales      |
| 1994 | Atlético Nacional     | Octavos de final |
| 1995 | Atlético Nacional     | Cuartos de final |
| 1996 | Atlético Nacional     | Cuartos de final |
| 1997 | Atlético Nacional     | Semifinales      |

### Copa Conmebol
| Año  | Equipos participantes  | Campaña          |
| ---- | ---------------------- | ---------------- |
| 1992 | Junior                 | Cuartos de final |
| 1993 | Ninguno                | -                |
| 1994 | Ninguno                | -                |
| 1995 | América de Cali        | Semifinales      |
| 1995 | Independiente Medellín | Octavos de final |
| 1996 | Santa Fe               | Subcampeón       |
| 1996 | Deportes Tolima        | Octavos de final |

| Año  | Equipos participantes | Campaña          |
| ---- | --------------------- | ---------------- |
| 1997 | América de Cali       | Cuartos de final |
| 1997 | Deportes Tolima       | Cuartos de final |
| 1998 | Deportes Quindío      | Cuartos de final |
| 1998 | Once Caldas           | Octavos de final |
| 1999 | Atlético Huila        | Octavos de final |
| 1999 | Deportes Quindío      | Octavos de final |

### Copa Interamericana
| Año  | Eq. participantes | Campaña |
| ---- | ----------------- | ------- |
| 1990 | Atlético Nacional | Campeón |
| 1997 | Atlético Nacional | Campeón |

### Torneos extintos de clubes no organizados pero reconocidos por CONMEBOL

#### Copa Simón Bolívar
| Año     | Equipos participantes | Campaña      |
| ------- | --------------------- | ------------ |
| 1970    | Santa Fe              | Campeón      |
| 1970    | Junior                | Tercer lugar |
| 1971    | Atlético Nacional     | Subcampeón   |
| 1971    | Deportivo Cali        | Tercer lugar |
| 1972    | Millonarios           | Campeón      |
| 1974    | Atlético Nacional     | Cuarto lugar |
| 1976-I  | América de Cali       | Campeón      |
| 1976-II | América de Cali       | Cuarto lugar |

n.1 Torneo organizado por la federación Venezolana de Fútbol, oficial pero no homologado por Conmebol/FIFA.

## Estadísticas consolidadas
General
- Equipos participantes clasificados a torneos internacionales: 24 equipos.
- Mayor cantidad de participaciones: Atlético Nacional en 51 torneos internacionales. (25 Libertadores, 9 Sudamericana, 7 Supercopa Sudamericana, 4 Merconorte, 2 Recopa Sudamericana, 2 Interamericana, 1 Intercontinental, 1 Mundial de Clubes)
- Equipo más ganador: Atlético Nacional 7 títulos internacionales ganados. ( 2 Libertadores, 2 Interamericana, 2 Merconorte, 1 Recopa Sudamericana )
- Equipo con más victorias en torneos internacionales: Atlético Nacional con 140 partidos internacionales ganados.
- Mayor cantidad de instancias en finales: Atlético Nacional, en 13 torneos internacionales. (3 Libertadores, 3 Sudamericana, 2 Recopas, 2 Interamericana, 2 Merconorte, 1 Intercontinental)
- Mayor cantidad de instancias en semifinales: Atlético Nacional, en 14 torneos internacionales.
- Mayor cantidad de instancias en cuartos de final: Atlético Nacional, en 17 torneos internacionales.
- Mayor cantidad de instancias en octavos de final: Atlético Nacional, en 26 torneos internacionales.

Copa Libertadores
- Equipos participantes clasificados: 17 en la historia del certamen.
- Mayor cantidad de participaciones: Atlético Nacional en 25 certámenes.
- Ganadores: Atlético Nacional (1989, 2016) en dos ocasiones y Once Caldas (2004) en una ocasión.
- Mejor posición en tabla histórica del campeonato: América de Cali, 278 puntos.
- Mayor cantidad de instancias en finales: América de Cali, en cuatro certámenes.
- Mayor cantidad de instancias en semifinales: América de Cali, en 10 certámenes.
- Mayor cantidad de instancias en cuartos de final: América de Cali y Atlético Nacional, en 7 certámenes respectivamente.
- Mayor cantidad de instancias en octavos de final: Atlético Nacional en 14 certámenes.
- Mayor cantidad de fases de grupos:
- Mayor cantidad de instancias previas:
- Mayor cantidad de partidos ganados de visitante: Atlético Nacional 28 victorias de visitante.
- Mayor cantidad de participaciones de un jugador colombiano: Antony de Ávila en 94 partidos con América de Cali y Barcelona de Guayaquil, habiendo anotado 29 goles, también la mayor cifra de un colombiano en el torneo. De Ávila también es el jugador con más participación en finales con 5, habiendo perdido todas (4 con América y 1 con Barcelona).
- Peor participación de un club: Deportivo Pasto en 2007, con 6 partidos perdidos y gol diferencia de -11 en fase de grupos.

Copa Sudamericana
- Equipos participantes clasificados: 17 en la historia del certamen.
- Mayor cantidad de participaciones: Deportivo Cali 11 certámenes.
- Ganadores: Independiente Santa Fe (2015).
- Mejor posición en la tabla histórica del campeonato: Atlético Nacional.
- Mayor cantidad de instancias en finales: Atlético Nacional, en 3 certámenes.
- Mayor cantidad de instancias en semifinales: Atlético Nacional, en 4 certámenes.
- Mayor cantidad de instancias en cuartos de final: Atlético Nacional y Junior, en 5 certámenes.
- Mayor cantidad de instancias en octavos de final: Atlético Nacional y Junior, en 6 certámenes.
- Mayor cantidad de goles de un jugador colombiano: En una solo edición fue Ricardo Ciciliano, con 6 goles para Millonarios y Miguel Ángel Borja, con 6 goles para Atlético Nacional. En general Miguel Ángel Borja es el jugador colombiano con más goles en la competición (15) y con 3 clubes colombianos (Nacional, Santa Fe y Cali) ubicándose 3.º en la tabla histórica de goleadores junto a Bernardo Cuesta que también cuenta con 15 goles con Junior y Melgar (PERÚ). *El goleador histórico de la competición Hernan Barcos logró goles en la Copa Sudamericana jugando en Atlético Nacional.
- Peor participación de un club: Deportivo Cali en 2009, Equidad Seguros en 2012, América de Cali y Jaguares de Córdoba en la edición 2018, Once Caldas en la edición 2019 y Deportivo Pasto en la edición 2020. Estos fueron equipos que perdieron en 1.ª Fase por 2 goles ante rivales de otro país. Deportivo Cali sostiene la peor participación contando también fases Nacionales esto en 2021 tras perder con Tolima por global de (3:0).

Recopa Sudamericana
- Equipos participantes: Atlético Nacional (1990, 2017) en dos ocasiones, Once Caldas (2005) e Independiente Santa Fe (2016) en una ocasión.
- Ganadores: Atlético Nacional (2017).

Copa Mundial de Clubes
- Equipos participantes: Atlético Nacional en una ocasión.
- Posición: Tercero.
- Ganadores: Ninguno.

Copa Intercontinental
- Equipos participantes: Atlético Nacional y Once Caldas en una ocasión.
- Ganadores: Ninguno.

Supercopa Sudamericana
- Equipos participantes clasificados: Atlético Nacional.
- Mayor cantidad de participaciones: Atlético Nacional, en 7 certámenes.
- Ganadores: Ninguno.
- Mejor posición en tabla histórica del campeonato: Atlético Nacional, octavo.
- Mayor cantidad de instancias en finales: Ninguno.
- Mayor cantidad de instancias en semifinales: Atlético Nacional, en 2 certámenes.
- Mayor cantidad de instancias en cuartos de final: Atlético Nacional en 4 certámenes.
- Mayor cantidad de instancias en octavos de final: Atlético Nacional en 7 certámenes.

Copa Conmebol
- Equipos participantes: 8 en la historia del certamen.
- Ganadores: Ninguno.
- Mayor cantidad de instancias en finales: Santa Fe, en 1 certamen.

Copa Merconorte
- Equipos participantes: 5 en la historia del certamen.
- Mayor cantidad de participaciones: América de Cali, Atlético Nacional y Millonarios, en 4 certámenes.
- Ganadores: Atlético Nacional (2), Millonarios (1) y América de Cali (1).
- Mejor posición en la tabla histórica del campeonato: Millonarios, primero.
- Mayor cantidad de instancias en finales: Millonarios y Atlético Nacional en 2 certámenes.
- Mayor cantidad de instancias en semifinales: Millonarios, en 3 certámenes.

Copa Interamericana
- Equipos participantes: Atlético Nacional.
- Ganadores: Atlético Nacional en 2 certámenes (1989 y 1995).
- Mejor posición en la tabla histórica del campeonato: Atlético Nacional, cuarto.

Copa Suruga Bank
- Equipos participantes: Santa Fe.
- Ganadores: Santa Fe (2016).
- Mejor posición en la tabla histórica del campeonato: Santa Fe, segundo (compartido).

Copa Simón Bolívar
- Equipos participantes: 6 en la historia del certamen.
- Mayor cantidad de participaciones: América de Cali y Atlético Nacional, en 2 certámenes.
- Ganadores: Santa Fe (1), Millonarios (1) y América de Cali (1).
- Mejor posición en la tabla histórica del campeonato: Santa Fe, segundo.